# آساوا
آساوا روستایی در استان نیانزا، کنیا می‌باشد.